# Onthophagus yunnanus
Onthophagus yunnanus är en skalbaggsart som beskrevs av Antoine Boucomont 1912. Onthophagus yunnanus ingår i släktet Onthophagus och familjen bladhorningar. Inga underarter finns listade i Catalogue of Life.